# Карл-Герман Бортфельдт
Карл-Герман Бортфельдт (нім. Karl-Hermann Bortfeldt; 12 квітня 1921, Ганновер — 27 травня 1975) — німецький офіцер-підводник, капітан-лейтенант крігсмаріне.

## Біографія
15 вересня 1939 року вступив на флот. З вересня 1941 року — вахтовий офіцер в 1-й флотилії підводних човнів, з жовтня 1941 року — на підводному човні U-71. В травні-червні 1943 року пройшов курс командира човна, після чого був направлений в 22-гу флотилію. З 21 липня 1943 по 1 липня 1944 року — командир U-14, з 2 липня 1944 по 30 березня 1945 року — командир U-1167. В квітні був переданий в розпорядження 31-ї флотилії і більше не отримав призначень.

## Звання
- Кандидат в офіцери (15 вересня 1939)
- Морський кадет (1 лютого 1940)
- Фенріх-цур-зее (1 липня 1940)
- Оберфенріх-цур-зее (1 липня 1941)
- Лейтенант-цур-зее (1 березня 1942)
- Оберлейтенант-цур-зее (1 жовтня 1943)

## Нагороди
- Залізний хрест
  - 2-го класу (1942)
  - 1-го класу (1943)
- Нагрудний знак підводника (21 квітня 1942)